# Amtsberg
Amtsberg – gmina w Niemczech, w kraju związkowym Saksonia, w powiecie Erzgebirgskreis.
Do 29 lutego 2012 w okręgu administracyjnym Chemnitz.